# Alfred Gottschalk
Alfred Gottschalk (Aquisgrán, 22 de abril de 1894–Tubinga, 4 de octubre de 1973) fue un bioquímico alemán.
Abandonó Alemania antes del estallido de la Segunda Guerra Mundial, trasladándose a Australia, donde se nacionalizó británico; no retornaría a su país natal hasta 1963. Fue autor de The chemistry and biology of sialic acids and related substances (Cambridge University Press, 1960) y Glycoproteins, their composition, structure, and function (Elsevier Publishing Company, 1966).